# Abdelhamid Hadjiat
Abdelhamid Hadjiat (en arabe : عبد الحميد حاجيات), né le 20 octobre 1929 à Tlemcen et mort le 16 août 2021, est un historien, enseignant et manuscritologue algérien, spécialiste de l’histoire médiévale du Maghreb.

## Biographie
Abdelhamid Hadjiat est né le 20 octobre 1929 à Tlemcen, en Algérie, alors sous domination coloniale française, au sein d’une famille modeste et conservatrice. À l’origine, sa famille portait le nom Benhadji, mais l’administration française à changer le nom, celui-ci fut transformé en Hadjiat. En 1903, la famille avait émigré temporairement en Turquie, avant de revenir à Tlemcen trois ans plus tard. Elle vivait de manière modeste, principalement grâce à l’agriculture et à l’élevage, avec de nombreux membres vivant ensemble. Son père était un simple commerçant.
Abdelhamid Hadjiat a commencé son éducation à l'âge de 13 ans dans une école coranique, où il a appris à lire et à écrire dans une mosquée située près du Mechouar. À l’âge de 16 ans, il réussit à suivre en parallèle une scolarité dans une école française. Déterminé à poursuivre ses études, même pendant les vacances, il s’inscrivit à Dar El Hadith à 15 ans, où il fut l’élève du célèbre réformateur Cheikh Bachir El Ibrahimi.
En 1950, il obtint son baccalauréat à Oran, puis décide de partir en France pour y poursuivre ses études supérieures. Il adhère à l’Union générale des étudiants musulmans algériens (UGEMA), qui militait activement pour l’indépendance de l’Algérie. Durant son séjour en France, en 1958, il fut poursuivi par les autorités françaises pour avoir mis sa chambre d’étudiant à Paris à la disposition de membres de l’Union, afin qu’ils puissent y tenir leurs réunions.
En 2023, l’auditorium de la faculté des sciences humaines et sociales de l’université de Tlemcen a été nommé en son honneur.

## Publications

### Articles
Sélection de quelques articles publiés :
- (ar) « موقف المدرسة الغربية من تاريخ الجزائر في العصر الوسيط » [« La position de l'école occidentale sur l'histoire de l'Algérie au Moyen Âge. »], مجلة الدراسات التاريخية, vol. 3, no 2,‎ 1er juin 1988, p. 67-68 (lire en ligne )
- (ar) « تلمسان مركز الإشعاع الثقافي في المغرب الأوسط » [« Tlemcen, centre de rayonnement culturel en Maghreb central. »], مجلة الحضارة الإسلامية, vol. 1, no 1,‎ 7 novembre 1993, p. 35-46 (lire en ligne )
- (ar) « ملاحظات حول تطور الحياة الفكرية بالجزائر في عهد الموحدين » [« Observations sur l'évolution de la vie intellectuelle en Algérie pendant la période des Almohades »], الحوار المتوسطي, vol. 8, no 1,‎ 20 mars 2017, p. 315-327 (lire en ligne )

### Ouvrages
- Abou Hammou Moussa al-Ziyani : sa vie et son œuvre (أبو موسى الزياني حياته و آثاره)
- Abdallah Ibn al-Muqaffaʿ : sa vie et son œuvre (عبد الله إبن المقفع حياته و آثاره)
- Cheikh Abou Madyane Chouaïb al-Ishbili : sa vie et son œuvre ( الشيخ أبو مدين شعيب الإشبيلي حياته و آثاره)
- Abd al-Mu’min Ibn Ali (عبد المؤمن بن علي)
- L’Algérie dans l’Histoire, vol. 3 : l’époque islamique (الجزائر في التاريخ، ج3 العهد الإسلامي)
- Études sur l’histoire politique et civilisationnelle de Tlemcen et du Maghreb islamique (دراسات حول التاريخ السياسي و الحضاري لتلمسان و المغرب الإسلامي )
- Histoire de l’Algérie au Moyen Âge (تاريخ الجزائر في العصر الوسيط)، (en collaboration)
- Le Maghreb central sous le règne du sultan ziyanide Abou Hammou Moussa II (760-791 H / 1359-1389)

### Éditions critiques
- Bughyat al-ruwâd fî dhikr al-mulûk min Banî ʿAbd al-Wâd (بغية الرواد في ذكر الملوك من بني عبد الواد), d’Abû Zakariyya Yahyâ Ibn Khaldûn
- Al-Jawâhir al-hisân fî nazm awliyâʾ Tlemcen (الجواهر الحسان في نظم أولياء تلمسان)
- Sulwân al-mutâʿ fî ʿudwân al-atbâʿ (سلوان المطاع في عدوان الأتباع), d’Abû Abd Allâh Muhammad Ibn al-Zafar al-Siqli
- Akhbâr al-Mahdî Ibn Tûmart (أخبار المهدي بن تومرت), d’Abû Bakr al-Sanhadjî
- Uns al-wahîd wa-nuzhat al-murîd (أنس الوحيد ونزهة المريد), du cheikh soufi Abû Madyane Chouaïb
- Zahr al-bustân fî dawlat Banî Ziyân (زهر البستان في دولة بني زيان), d’un auteur anonyme
- Histoire de l’État idrisside (تاريخ دولة الأدارسة), extrait du Naḍm al-durr wa-l-ʿiqyân (نظم الدر والعقيان), d’Abû Abd Allâh al-Tanasî
- L’État des Banû ʿAbd al-Wâd (دولة بني عبد الواد), extrait du Tarjumân al-ʿIbar wa-Dîwân al-mubtadaʾ wa-l-khabar (ترجمان العبر وديوان المبتدأ والخبر), d’Ibn Khaldûn
- Traduction de l’ouvrage Ibn Tûmart (ابن تومرت) du Dr Rachid Bourouiba (depuis le français)

### Citations
1. 1 2  Ben Daoud 2012, p. 301.

### Sites web
1. ↑  (en) « Inauguration of the auditorium | University of Tlemcen », sur www.univ-tlemcen.dz (consulté le 10 avril 2025)